# Feslloc

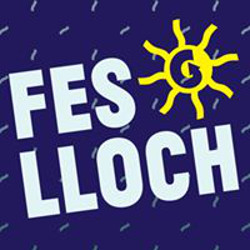
Imagotipo del Feslloch

Feslloc, anteriormente escrito Feslloch, es un festival de música en valenciano organizado por la Asociació Cultural Feslloc, formada por Escola Valenciana y el Ayuntamiento de Benlloc, que se celebra el segundo fin de semana de julio de cada año en la localidad valenciana de Benlloc (Plana Alta) desde 2007.
Coordinado por Xavier Ginés (Ayuntamiento de Benlloc - Coordinación general) y por Voro Golfe (Escola Valenciana - Programación), el festival cuenta con la colaboración de los voluntarios y voluntarias de Escola Valenciana y de las entidades locales implicadas. El Ayuntamiento impulsa desde 2007 el festival y es por eso que cuentan desde el primer momento con el apoyo de Escola Valenciana, que asumió el festival como conclusión de la Gira anual de música en valenciano que organizaba desde 2006. Aparte del personal de coordinación general, el Ayuntamiento cede los espacios municipales y aporta una subvención, mientras que Escola Valenciana aporta su bagaje en la promoción de la música en valenciano y el capital humano con el que cuenta (diseño, programación y comunicación, entre otros).
El festival Feslloc ha conseguido la autofinanciación en la mayor parte de las ediciones, compensando las pérdidas con los beneficios de la edición anterior. El impacto económico del festival en la localidad es muy importante, sobre todo si se tiene en cuenta que la población empadronada es de 1.108 habitantes. La estimación de beneficio para el comercio local es de unos trescientos mil euros.
Con todo, el Feslloc ha sido objeto de crítica por su «sesgo estilístico de los carteles» y «la apuesta de Escola Valenciana por un tipo muy concreto de géneros musicales, de carácter festivo y reivindicativo».
El año 2011, además de los conciertos de grupos como Obrint Pas, Orxata Sound System, New York Ska Jazz Ensemble o la orquesta La Pato, también tuvieron lugar otras actividades culturales, deportivas y lúdicas.
El año 2015 el escenario principal del festival cambió el emplazamiento pasando de la pista polideportiva al campo de fútbol Agustí Sancho, para poder dar cabida a las expectativas generadas en la edición de 2014. De hecho, la celebrada en el 2015 fue la edición más masiva de todas, con la asistencia de cerca de 14.000 personas.
En el año 2016 se conmemoraron los diez años del festival con un cartel «de perfil bajo» encabezado por internacionales como Fermin Muguruza (viernes, con la New Orleans Basque Orkestra) y Train to Roots (sábado, como Atupa, Auxili y Sva-ters), junto con Aspencat, Pep Botifarra —con banda de música— o Senior i el Cor Brutal. La elección de Muguruza como encabezamiento del cartel no tuvo la repercusión esperada y la venta de entradas fue menor con respecto a la anterior edición, por lo cual Golfe la calificó de «agridulce». De hecho, la jornada inaugural del jueves registró más público que el resto: el sábado, gran parte del público abandonó el recinto después de la actuación de Auxili, antes de la de Train to Roots. Otra crítica a esta edición fue la poca presencia de artistas femeninas, a pesar de la presencia de Eva Dénia, Judit Neddermann, Pupil·les Dilatives, Herba Negra, Donallop, Mireia Vives y las integrantes femeninas de Pellikana, Inèrcia o Tirant lo Rock.
En 2017, el Feslloc ofreció una producción propia, Feslloch a banda, un recital de Josep Nadal, Xavi Sarrià y Feliu Ventura, acompañados por la Associació Musical Amor a l’Art. Del repertorio elegido por el director Josep Sancho y por el compositor Xavier Piquer, el público eligió dos canciones de cada uno de los cantantes a través del Facebook del festival. La organización cifró la asistencia con más de ocho mil asistentes a lo largo de los tres días y destacó la «la ausencia de incidentes graves y el gran impacto económico generado».
En el año 2018 el festival se celebró entre el 12 y el 14 de julio. Además del sitio donde se ubican los escenarios, hubo zona de acampada y otras actividades. Está edición reunió a 12.000 personas. Por ello, fue la tercera mejor edición hasta el momento y acabó con la tendencia a la baja de los dos años anteriores.
El año siguiente, en 2019, el lema del festival fue: "País valencià: terra, llengua i feminisme". Algunas de las actividades adicionales que se realizaron fueron presentaciones de libros y un concurso de microrrelatos. Algunos de los grupos que asistieron fueron  El Diluvi, Pupil·les y Oques Grasses. 
Al contrario que la mayoría de festivales, el Feslloc no se canceló en 2020 como consecuencia de la pandemia. Sin embargo, el evento  solo tuvo capacidad para 140 personas. Los primeros dos días se optó por hacer pequeños conciertos en el auditorio del Benlloch. Posteriormente, el sábado, ya hubo un ambiente más festivalero y el acto tuvo lugar en una zona alejada del núcleo urbano. 
El decimoquinto aniversario del Feslloc se celebró en 2021. Esta edición también estuvo marcada por la pandemia de COVID-19, pues hubo un aforo de 800 personas. Participaron grupos como ZOO o el grupo femenino Maluks.
En el 2022 el festival volvió a su formato habitual. Por ello, se reinstauró los tres días de conciertos, la zona de acampada y las actividades adicionales. Este año se apostó por la música hecha por mujeres dado que la mayoría de las bandas estaban lideradas por una integrante femnina.Uno de los grupos que asistió fue Tanxugueiras, tras su paso por el Benidorm Fest.